# Лесовая Поляна (Сумская область)
Лесовая Поляна (укр. Лісова Поляна) — село, Ромашковский сельский совет, Середино-Будский район, Сумская область, Украина.
Код КОАТУУ — 5924485603. Население по переписи 2001 года составляло 9 человек.

## Географическое положение
Село Лесовая Поляна находится в 1,5 км от левого берега реки Знобовка.
На расстоянии в 0,5 км расположено село Демченково, в 1,5 км — село Ромашково.
По селу протекает пересыхающий ручей с запрудой.

## История
- Хутор Тёмный основан в 1928 г. переселенцами из села Чернацкое[2].
- В 1945 г. Указом Президиума ВС УССР поселок Темный переименован в Лесовою Поляну[3].